# تیکتالیک

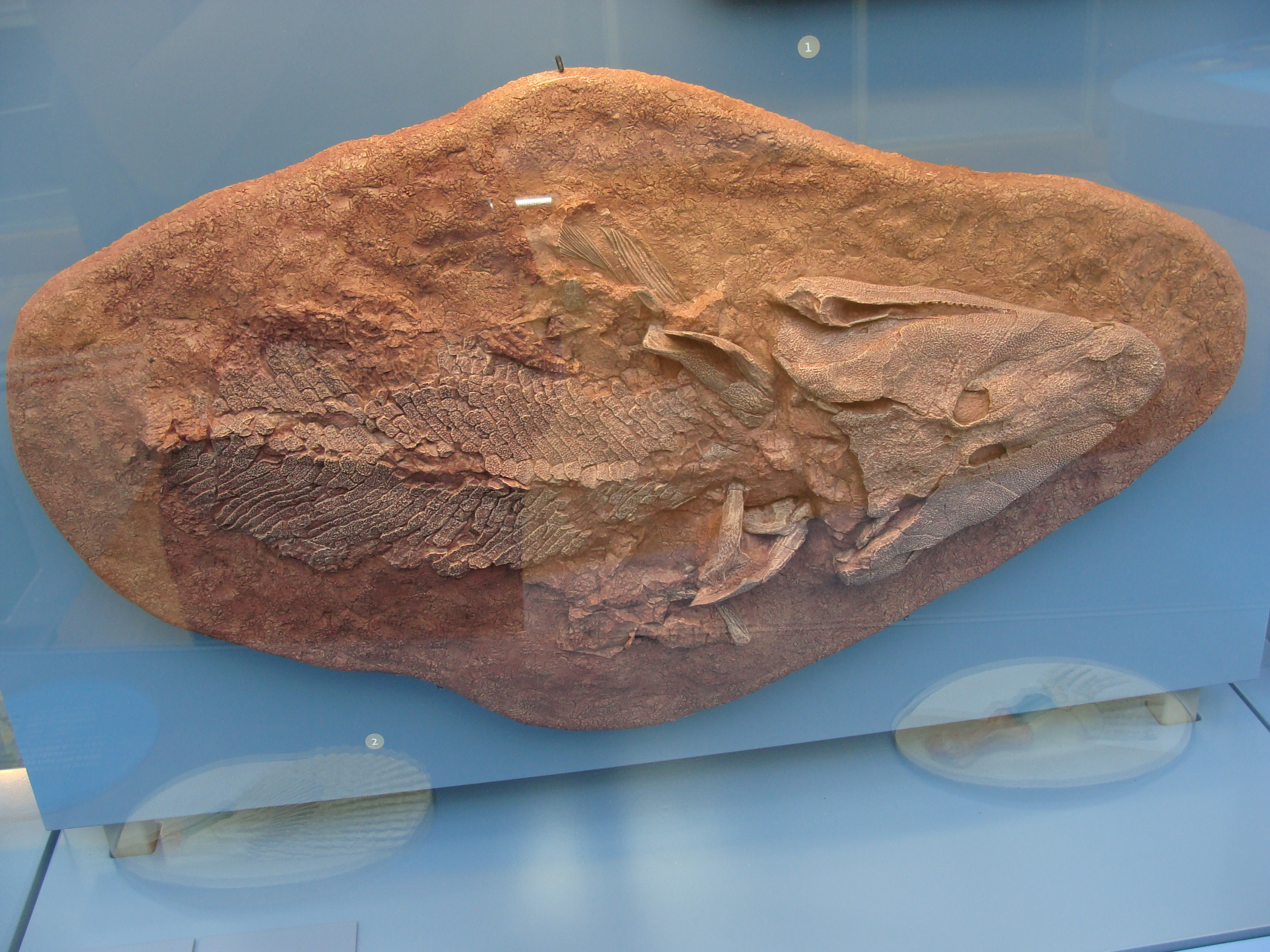
رونوشتی از یک تک‌نمونه فسیل تیکتالیک که در مؤسسه پادشاهی علوم طبیعی بلژیک نگهداری می‌شود.

یافتگاه سنگواره تیکتالیک.

تیکتالیک (نام علمی: Tiktaalik roseae) یک گونهٔ منقرض شده از ماهی‌های گوشتی‌باله است که در دوره دوونین پسین، در حدود ۳۷۵ میلیون سال پیش، می‌زیسته و بسیاری از ویژگی‌های آن با چهاراندامان امروزی همانندی داشته‌است.
تیکالیک یک نمونه از چندین نسل «ماهی» هایی گوشتی‌باله دیرین است که خود را با زندگی در آب‌های کم‌عمق کم‌اکسیژن روزگار خود سازگار کردند و همین روند بود که سرانجام به تکامل (فرگشت) چارپایان انجامید.
سنگواره تیکالیک در سال ۲۰۰۴ در جزیره السمر نوناووت کانادا کشف شد.
نام تیکتالیک از زبان اسکیمویی اینوکتیتوت گرفته شده و به معنی ماهی ریش‌دار است. ریش‌سفیدان اینوئیت (اسکیمو) این نام را پس از کشف این سنگواره برای این جنس از جانوران پیشنهاد کردند که پذیرفته شد.
تیکتالیک حلقه مفقوده‌ای میان ماهی‌ها و موجودات خشکی اولیه بوده بطوری‌که دارای ۴ دست و پای اولیه و یک دم ماهی گون بوده تا بتواند هم در خشکی زندگی کند هم در آب.

## ویژگی‌ها

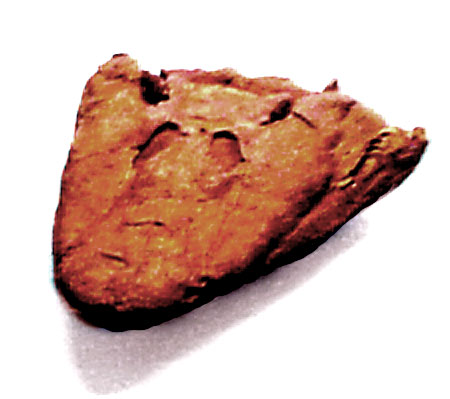
جمجمه، سوراخ‌های اسپیراکل در بالای چشم‌ها را نشان می‌دهد.

تیکتالیک برخلاف ماهی‌ها دارای استخوان‌های مچ و انگشتان ساده بوده و وظیفه آن‌ها حمل جانور در خشکی بوده همچنین فسیل جمجه این جانور نشان دهنده این است این موجود هم دارای شش اولیه بوده و هم آبشش تا بتواند هم در آب و هم در خشکی زندگی کند و آبشش‌ها در دریا‌ های کم عمق کاربرد داشته‌است همچنین این موجود بر خلاف ماهی‌ها دارای استخوان‌های گردن بوده تا بتواند گردنش را بچرخاند و روی خشکی بهتر شکار کند. تیکتالیک همچنین دارای اجزای زیر بوده:
اجزای ماهی‌گون:
آبشش، دم ماهی گون، پولک روی پوست
اجزای جانورگون:
شش، استخوان‌های گردن، دست و پای نصف ماهی نصف مارمولک، گوش مانند مارمولک، استخوان‌های دنده مانند مارمولک‌ها
کشف تیکتالیک حلقه گم شده بین ماهی‌های اولیه و جانوران خشکی اولیه را پیدا کرد مانند آرکئوپتریکس (نیاپرنده) که حلقه گم شده بین دایناسورها و پرندگان بود کمک زیادی به اثبات نظریه منشأ گونه‌های چارلز داروین دانشمند انگلیسی سده نوزدهم میلادی کرد. در این نظریه بیان شده که منشأ تمام گونه‌ها از یک گونه‌است.

## کاشف

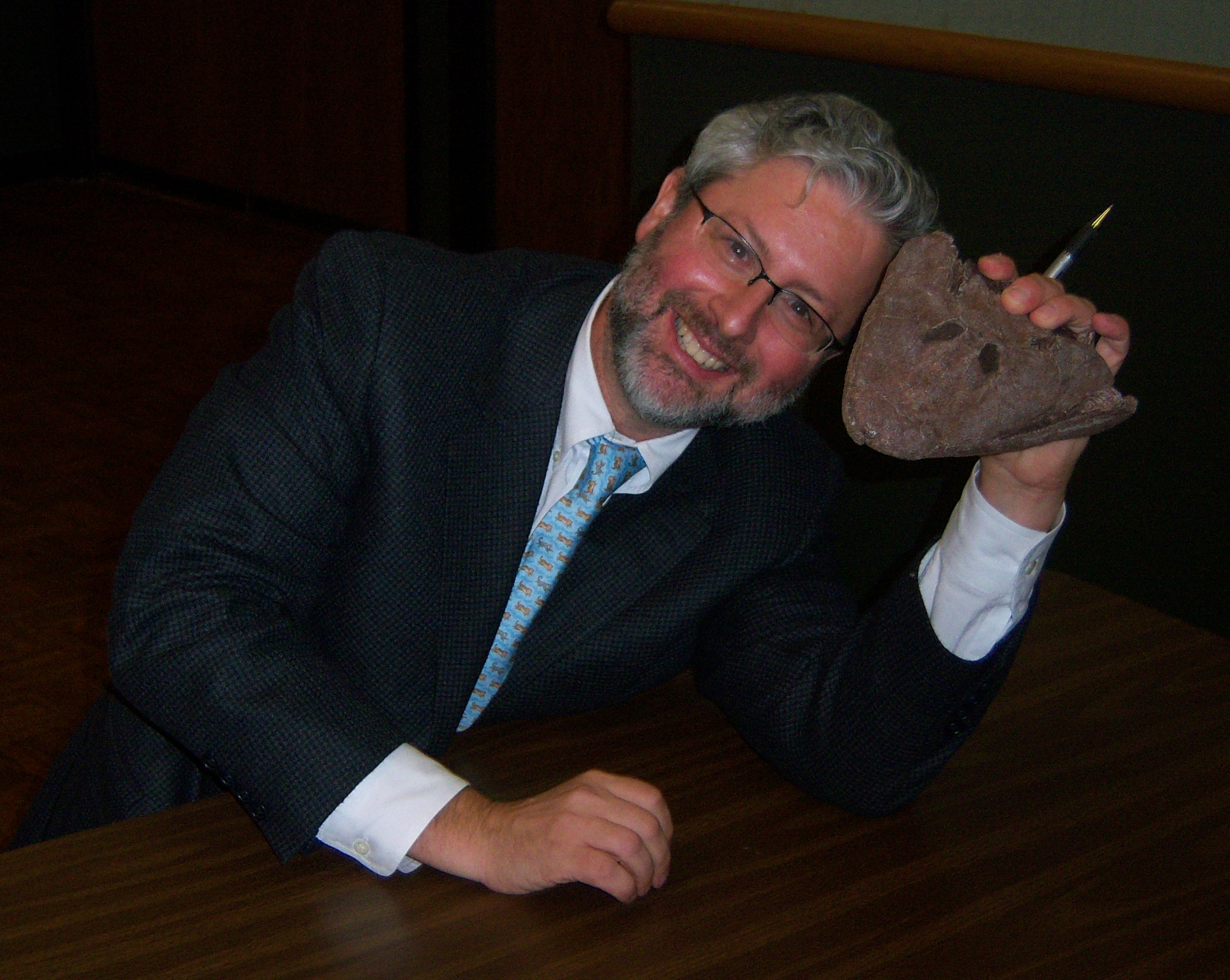
نیل شوبین، سرپرست تیم اکتشافی

کاشف این سنگواره نیل شوبین دیرین‌شناس، زیست‌شناس تکاملی و نویسنده ادبیات علمی آمریکایی است.